# Vaufrey
Vaufrey ist eine französische Gemeinde mit 147 Einwohnern (Stand: 1. Januar 2022) im Département Doubs in der Region Bourgogne-Franche-Comté.

## Geographie
Vaufrey liegt auf 401 m, 14 Kilometer südwestlich von Porrentruy und etwa 20 Kilometer südöstlich der Stadt Montbéliard (Luftlinie). Das Dorf erstreckt sich im Jura, im tief eingeschnittenen Doubstal, zwischen der Lomontkette im Norden und den Höhen um Maîche im Süden, nahe der Grenze zur Schweiz. Das Gemeindegebiet gehört zum Regionalen Naturpark Doubs-Horloger.
Die Fläche des 9,37 km² großen Gemeindegebiets umfasst einen Abschnitt des französischen Juras. Der zentrale Teil des Gebietes wird vom Doubstal eingenommen. Der Doubs fließt hier in gewundenem Lauf zwischen der Lomontkette und den Höhen bei Courtefontaine nach Westen durch eine maximal 500 Meter breite, flache Talniederung. Etwa einen Kilometer südöstlich des Dorfes befindet sich der Damm eines langgezogenen Talsees, der zur Elektrizitätsgewinnung aufgestaut wurde. Das Tal wird auf beiden Seiten von steilen, überwiegend bewaldeten Hängen flankiert, die verschiedenenorts von Felsbändern durchzogen sind. Diese Hänge werden durch mehrere Taleinschnitte von kurzen Seitenbächen des Doubs untergliedert.
Nach Süden erstreckt sich das Gemeindeareal auf die Höhe von Seigne und bis an den Rand der Hochflächen von Courtefontaine. Mit 900 m wird oberhalb der Felsen der Côte de la Plaine die höchste Erhebung von Vaufrey erreicht. Im Norden verläuft die Grenze auf der Höhe der Lomontkette, teils auf der Wasserscheide, teils etwas südlich davon.
Nachbargemeinden von Vaufrey sind Glère im Osten, Indevillers und Courtefontaine im Süden, Montjoie-le-Château im Westen sowie die schweizerische Gemeinde Haute-Ajoie im Norden.

## Geschichte
Im Mittelalter unterstand Vaufrey der Herrschaft Montjoie. Die kleine Burg Vaufrey auf der linken Seite des Doubs, die einer lokalen Adelsfamilie gehörte, wurde im 15. Jahrhundert zerstört. Zusammen mit der Franche-Comté gelangte das Dorf mit dem Frieden von Nimwegen 1678 an Frankreich.

## Sehenswürdigkeiten
An erhöhter Lage oberhalb von Vaufrey steht die Dorfkirche Saint-Luc-et-Sainte-Colombe, die ursprünglich auf das 12. Jahrhundert zurückgeht. Im 18. Jahrhundert wurde das Schiff im klassischen Stil weitgehend neu erbaut. Das heutige Schloss auf der rechten Seite des Doubs wurde im 17. Jahrhundert erbaut und im 18. Jahrhundert umgestaltet. Im Ortskern sind verschiedene Bauernhäuser aus dem 17. bis 19. Jahrhundert im traditionellen Stil der Franche-Comté erhalten.

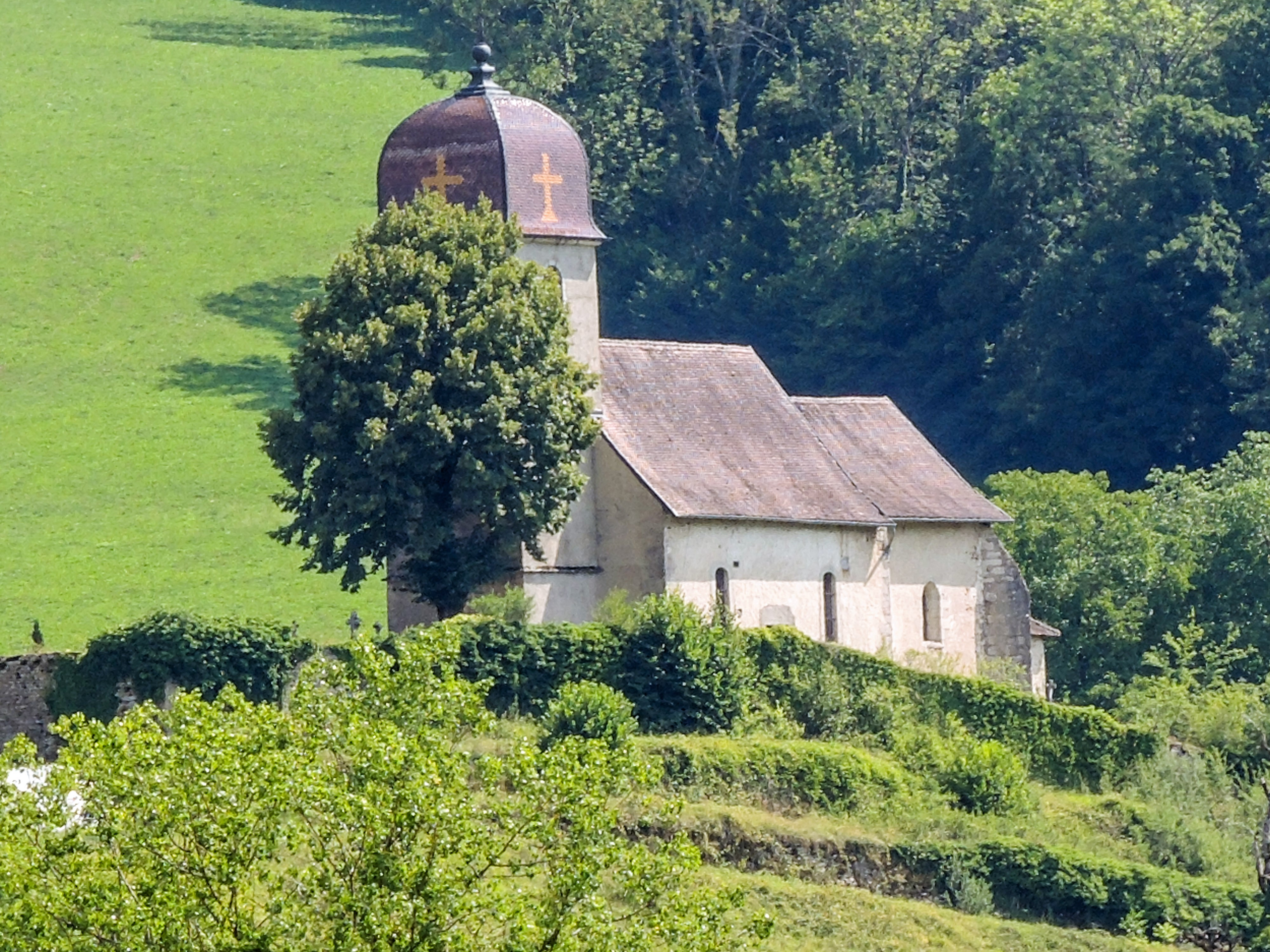
Kirche Saint-Luc-et-Sainte-Colombe

## Bevölkerung
| Jahr                       | 1962 | 1968 | 1975 | 1982 | 1990 | 1999 | 2008 | 2018 | 2020 |
| Einwohner                  | 226  | 235  | 157  | 156  | 157  | 162  | 143  | 158  | 153  |
| Quellen: Cassini und INSEE |      |      |      |      |      |      |      |      |      |

Mit 147 Einwohnern (Stand 1. Januar 2022) gehört Vaufrey zu den kleinen Gemeinden des Départements Doubs. Nachdem die Einwohnerzahl in der ersten Hälfte des 20. Jahrhunderts markant abgenommen hatte (1901 wurden noch 360 Personen gezählt), wurden seit Mitte der 1970er-Jahre nur noch geringe Schwankungen verzeichnet.

## Wirtschaft und Infrastruktur
Vaufrey war bis weit ins 20. Jahrhundert hinein ein vorwiegend durch die Landwirtschaft (Viehzucht und Milchwirtschaft, etwas Acker- und Obstbau) geprägtes Dorf. Daneben gibt es heute einige Betriebe des lokalen Kleingewerbes. Viele Erwerbstätige sind auch Wegpendler, die insbesondere in den größeren Ortschaften der benachbarten Schweiz ihrer Arbeit nachgehen.
Die Gemeinde liegt abseits der größeren Durchgangsstraßen an einer Departementsstraße, die von Saint-Hippolyte nach Saint-Ursanne führt. Weitere Straßenverbindungen bestehen mit Courtefontaine und Réclère in der Schweiz.